# El Mariel
El Mariel es el segundo álbum de estudio de Pitbull. Fue lanzado al mercado el 31 de octubre de 2006.

## Lista de canciones
| N.º | Título                                                            | Duración |  |
| 1.  | «Intro»                                                           | 1:56     |  |
| 2.  | «Miami Shit»                                                      | 3:22     |  |
| 3.  | «Come See Me»                                                     | 3:07     |  |
| 4.  | «Jealouso»                                                        | 4:03     |  |
| 5.  | «Qué Tú Sabes De Eso (con Fat Joe & Sinful)»                      | 4:03     |  |
| 6.  | «Fademaster Skit»                                                 | 0:37     |  |
| 7.  | «Be Quiet»                                                        | 3:22     |  |
| 8.  | «Ay Chico (Lengua Afuera)»                                        | 3:25     |  |
| 9.  | «Fuego»                                                           | 3:49     |  |
| 10. | «Rock Bottom (con Bun B & Cubo)»                                  | 4:31     |  |
| 11. | «Amanda Diva Skit»                                                | 0:41     |  |
| 12. | «Blood Is Thicker Than Water (con Redd Eyezz)»                    | 4:05     |  |
| 13. | «Jungle Fever (con Wyclef Jean & Oobie)»                          | 4:02     |  |
| 14. | «Hey You Girl»                                                    | 3:46     |  |
| 15. | «Raindrops (con Anjuli Stars)»                                    | 4:15     |  |
| 16. | «Voodoo»                                                          | 3:47     |  |
| 17. | «Descarada (Dance) (con Vybz Kartel)»                             | 3:02     |  |
| 18. | «Dime (Remix) (con Ken-Y)»                                        | 5:07     |  |
| 19. | «Bojangles (Remix) (con Lil Jon y Ying Yang Twins)»               | 4:29     |  |
| 20. | «Born N Raised (DJ Khaled con Pitbull, Trick Daddy, y Rick Ross)» | 4:16     |  |
| 21. | «Outro»                                                           | 1:10     |  |
| 22. | «We Run This (iTunes Bonus Track)»                                | 3:29     |  |